# Parangitia diaperas
Parangitia diaperas là một loài bướm đêm trong họ Noctuidae.